# 미하일 그로모프 (수학자)
미하일 레오니도비치 그로모프(러시아어: Михаи́л Леони́дович Гро́мов, 1943년 12월 23일 ~ ) 박사는 러시아에서 태어나 프랑스에서 거주하는 러시아, 프랑스 이중 국적의 수학자이다. 수학의 여러 분야에 대해 근본적이고 폭넓은 업적을 남겼다. 넓은 의미에서는 기하학자로 분류할 수 있다.
그로모프의 어머니 리아 라비노비치는 체스 세계 챔피언인 미하일 보트빈니크의 사촌이다.

## 업적
그로모프는 기하적 군론에서 다항식 증가속도의 군들을 분류하였고 제임스 캐넌과 함께 쌍곡군의 개념을 창시하였다. 심플렉틱 위상수학에서는 유사정칙곡선(pseudoholomorphic curves)의 개념을 도입하였으며, 리만 기하학에서도 중요한 공헌을 하였다. 그러나 이러한 분야를 주로 연구하였음에도 해석학과 대수학의 분야를 심도 있게 탐구하였으며, 이러한 분야의 문제를 기하학적인 용어로 공식화하곤 했다. 예로 그로모프의 미분 관계(differential relations)에 대한 호모토피 원리(h-principle)는 편미분방정식의 기하적 이론에 바탕을 두고 있다. 또 그로모프는 수학 외의 분야로 수리생물학에도 관심이 있다.
그로모프는 레닌그라드에서 블라디미르 로흘린의 지도 하에 1973년 박사 학위를 받았다. 현재 그로모프는 IHÉS의 종신 회원이며, 뉴욕 대학교의 수학 교수이다.

## 학력
- 1960년~1965년: 레닌그라드 대학교 (석사)
- 1965년~1969년: 레닌그라드 대학교 (박사)

## 수상 내역
- 모스크바 수학회 상 (1971)
- 오스월드 베블런 상 (1981)
- 파리 과학아카데미 엘리 카르탕 상 (1984)
- 울프 수학상 (1993)
- 스틸상 (1997)
- 로바쳅스키 메달 (1997)
- 발찬상 (1999)
- 교토상 (2002)
- 네머스상 (2004)[4]
- 보여이상 (2005)
- 아벨상 (2009, "기하학에 대한 혁명적 공헌을 기려")
- 세계 수학자 대회 초청 강연자: 1970 (니스), 1978 (헬싱키), 1982 (바르샤바), 1986 (버클리)
- 미국 과학아카데미, 미국 예술 과학 아카데미, 노르웨이 과학 및 문학 아카데미, 왕립학회 외국인 회원 (2011).[5]
- 프랑스 과학아카데미 회원

## 같이 보기
- 그로모프의 정리 (다항식 증가속도 군)
- 거의 평평한 다양체
- 그로모프의 컴팩트성 정리
- 그로모프의 부등식 (복소사영공간)
- 그로모프의 수축부등식
- 그로모프-하우스도르프 수렴
- 비숍-그로모프 부등식
- 레비-그로모프 부등식
- 그로모프-위튼 불변량
- 토브스의 그로모프 불변량
- 극소 부피
- 구 위의 국소화
- 그로모프 노름
- 쌍곡군
- 무작위군
- 램지-드보레츠키-밀만 현상
- 수축기하학
- 채우는 반지름
- 그로모프 곱
- 그로모프 델타-쌍곡 공간
- 채우는 넓이 추측
- 리만 및 비리만 공간의 거리구조

## 저서와 출판물
- Gromov, M. Hyperbolic manifolds, groups and actions. Riemann surfaces and related topics: Proceedings of the 1978 Stony Brook Conference (State Univ. New York, Stony Brook, N.Y., 1978), pp. 183–213, Ann. of Math. Stud., 97, Princeton Univ. Press, Princeton, N.J., 1981.
- Gromov, M. Hyperbolic groups. Essays in group theory, 75–263, Math. Sci. Res. Inst. Publ., 8, Springer, New York, 1987.
- Gromov, M. Asymptotic invariants of infinite groups. Geometric group theory, Vol. 2 (Sussex, 1991), 1–295, London Math. Soc. Lecture Note Ser., 182, Cambridge Univ. Press, Cambridge, 1993.
- Gromov, Misha: Metric structures for Riemannian and non-Riemannian spaces. Based on the 1981 French original. With appendices by M. Katz, P. Pansu and S. Semmes. Translated from the French by Sean Michael Bates. Progress in Mathematics, 152. Birkhäuser Boston, Inc., Boston, MA, 1999. xx+585 pp. ISBN 0-8176-3898-9
- Gromov, M. Pseudoholomorphic curves in symplectic manifolds. Invent. Math. 82 (1985), no. 2, 307–347.
- Gromov, Mikhael Groups of polynomial growth and expanding maps. Inst. Hautes Études Sci. Publ. Math. No. 53 (1981), 53–73.
- Gromov, Mikhael Structures métriques pour les variétés riemanniennes. (French) [Metric structures for Riemann manifolds] Edited by J. Lafontaine and P. Pansu. Textes Mathématiques [Mathematical Texts], 1. CEDIC, Paris, 1981. iv+152 pp. ISBN 2-7124-0714-8
- Gromov, Mikhael: Partial differential relations. Ergebnisse der Mathematik und ihrer Grenzgebiete (3) [Results in Mathematics and Related Areas (3)], 9. Springer-Verlag, Berlin, 1986. x+363 pp. ISBN 3-540-12177-3
- Ballmann, Werner; Gromov, Mikhael; Schroeder, Viktor: Manifolds of nonpositive curvature. Progress in Mathematics, 61. Birkhäuser Boston, Inc., Boston, MA, 1985. vi+263 pp. ISBN 0-8176-3181-X
- Gromov, Mikhael Carnot–Carathéodory spaces seen from within. Sub-Riemannian geometry, 79–323, Progr. Math., 144, Birkhäuser, Basel, 1996.
- Gromov, Michael Volume and bounded cohomology. Inst. Hautes Études Sci. Publ. Math. No. 56 (1982), 5–99 (1983).